# 霍爾蒂阿蒂斯山
40°35′00″N 23°07′00″E / 40.58333°N 23.11667°E

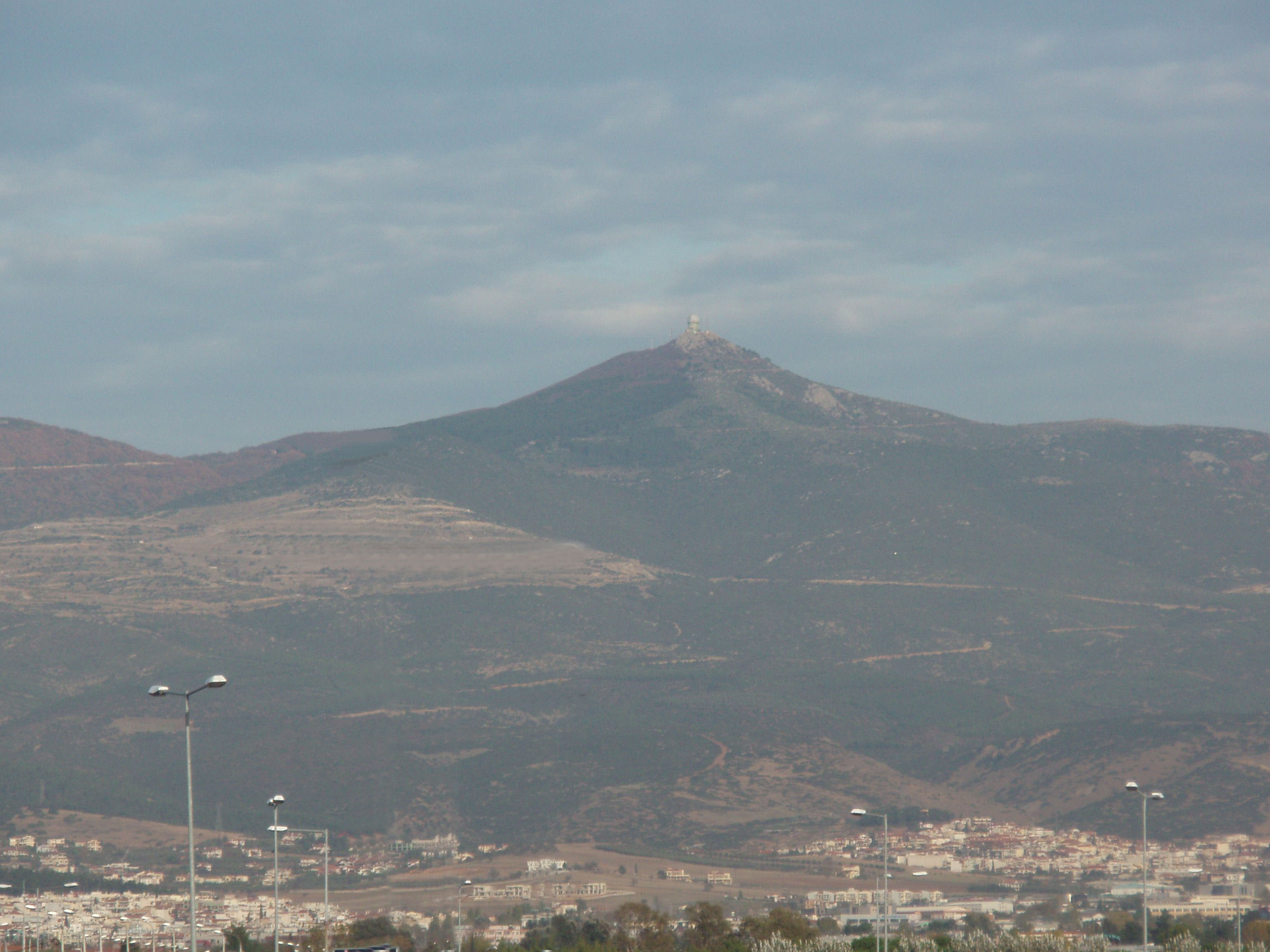

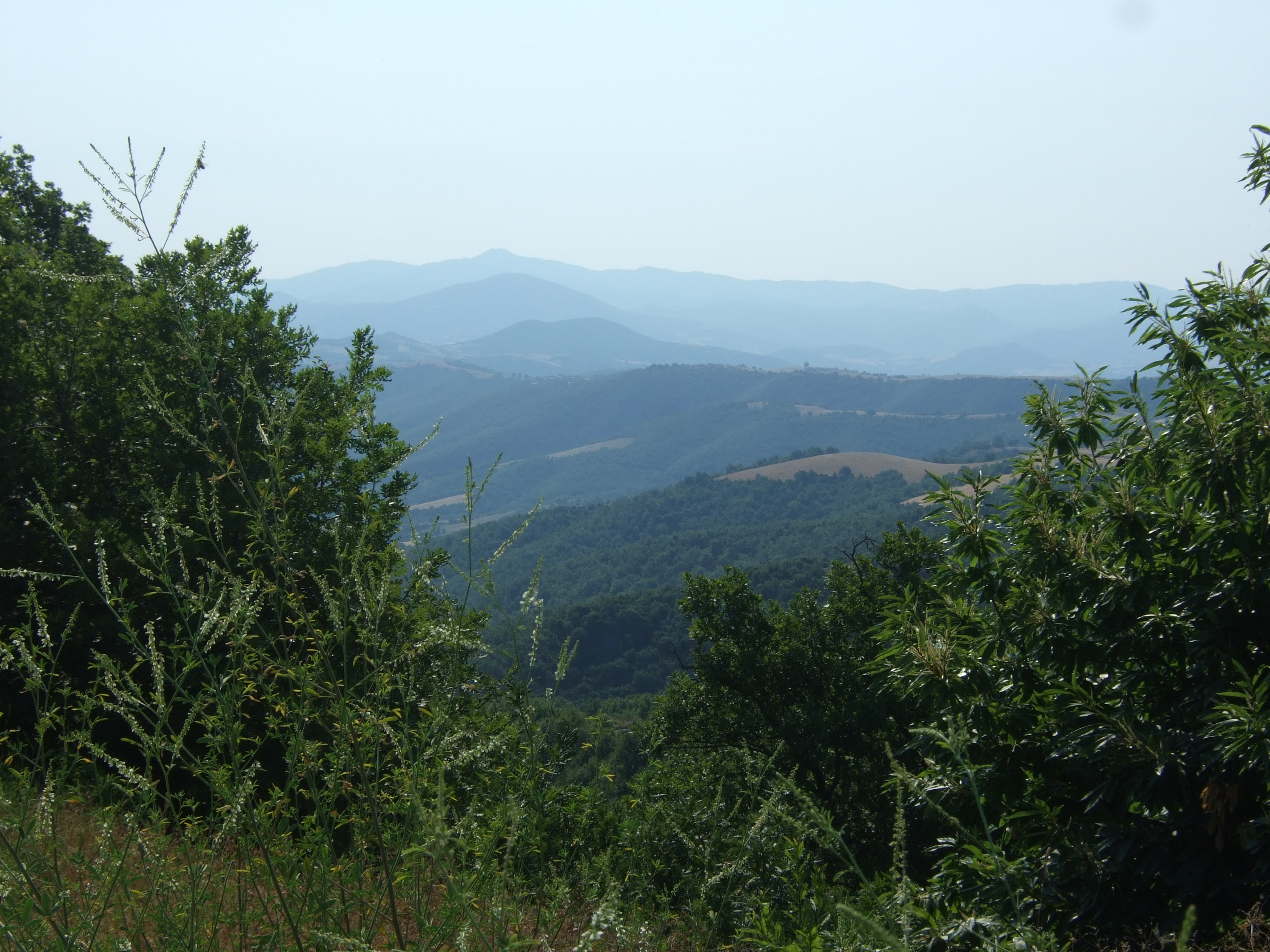

霍尔蒂阿蒂斯山（希臘語：Χορτιάτης）是希臘的山峰，位於該國北部中马其顿大区塞萨洛尼基专区，西北面有塞薩洛尼基，海拔高度1,201米，該山峰有茂密的植被覆蓋。